# La Soubrette ingénieuse
Pour plus de détails, voir Fiche technique et Distribution.
La Soubrette ingénieuse est un film français réalisé par Ferdinand Zecca, sorti en 1902.

## Synopsis
Dans un appartement bourgeois, la soubrette est chargée de pendre des tableaux. Le valet propose de lui rapporter un escabeau pour cette tâche et quitte le champ. La soubrette, telle un insecte, grimpe à quatre pattes sur le mur et en un tournemain accroche les toiles, puis reprend pied au sol. Le valet, revenant dans le champ avec l'escabeau, en est tout estomaqué.   

## Fiche technique
- Titre : La Soubrette ingénieuse
- Réalisation : Ferdinand Zecca
- Société de production : Pathé frères
- Pays d'origine :  France
- Format : Film 35 mm à double jeu de 4 perforations rectangulaires Edison par photogramme, muet
- Genre : Fantastique
- Durée : 1 minute 28 s
- Dates de sortie :
  -  France : 1902
  -  États-Unis : 1903

## Analyse
« Le truquage est simple et aussi ingénieux que la soubrette. Lorsqu’elle se voit confier les tableaux par son maître, les deux personnages sont filmés de façon tout à fait normale, debout devant une toile peinte représentant un salon bourgeois. Pour filmer la servante qui se prend pour une mouche, la toile peinte est couchée à plat sur le sol du studio et la caméra est hissée au-dessus d’elle, filmant en direction du bas, en plongée totale à 90°. Un truquage qui demandait de fabriquer un support solide capable de soutenir la caméra et son opérateur en toute sécurité au-dessus du décor et des comédiens. Des repères sur le décor ont permis de cadrer exactement de la même façon les deux prises de vue et la soubrette a pris elle aussi ses marques pour assurer la continuité de ses gestes entre les deux situations. Elle joue maintenant à genoux sur le décor. Elle peut ainsi faire mine de se mouvoir sur une paroi verticale, telle une fine mouche! »